# Vernor Vinge
Vernor Steffen Vinge ([ˈvɪndʒ]; Waukesha, 2 ottobre 1944 – La Jolla, 20 marzo 2024) è stato uno scrittore e matematico statunitense, autore di romanzi di fantascienza e di informatica.
Vinse tre volte il Premio Hugo per il miglior romanzo, nel 1993 con Universo incostante, nel 2000 con Quando la luce tornerà e nel 2007 con Alla fine dell'arcobaleno, e due volte per il miglior romanzo breve, nel 2002 con Tempi veloci a Fairmont High e nel 2004 con I simulacri.

## Biografia
Fu professore di matematica alla San Diego State University fino al 2002, quando si ritirò per dedicarsi a tempo pieno all'attività letteraria.
La sua carriera di scrittore iniziò con il racconto Corri, Norman, corri! (Bookworm, Run!), del marzo 1966. Altre sue storie apparvero su pubblicazioni di fantascienza fino agli inizi degli anni settanta.
Dopo aver rielaborato il racconto Grimm's Story nel più lungo Il mondo di Grimm (Grimm's World, 1969), pubblicato in Italia nella collana Urania, nel 1976 pubblicò il suo primo vero romanzo, Naufragio su Giri (The Witling).
Acquisì notorietà nel 1981 con il romanzo breve Il vero nome (True Names), una delle prime opere a introdurre il concetto di cyberspazio (il cui termine fu effettivamente coniato solo l'anno dopo da William Gibson), poi centrale nella fantascienza cyberpunk.
La singolarità tecnologica fu un altro concetto spesso presente nelle sue opere. Vinge cominciò a parlarne negli anni ottanta e raccolse i suoi pensieri nel saggio The Coming Technological Singularity. Da allora fu il soggetto di molte storie e scritti. Secondo tale concetto, il progresso scientifico raggiungerà un punto in cui oltrepasserà la comprensione umana e darà vita a un nuovo tipo di civiltà.
L'ex moglie, Joan D. Vinge, è anch'essa un'apprezzata scrittrice di fantascienza.

## Opere
(ove tradotte è indicata la prima edizione italiana)

### Romanzi

#### Fuori serie
- Il mondo di Grimm (Grimm's World, 1969; espanso come Tatja Grimm's World, 1987), traduzione di Annarita Guarnieri, Urania 1057, Mondadori, 1987
- Naufragio su Giri (The Witling, 1976), traduzione di Maura Arduini, Urania 1144, Mondadori, 1991
- Alla fine dell'arcobaleno (Rainbows End, 2006), Urania 1561, Mondadori, 2010. Vincitore premi Hugo e Locus SF, 2007;[5] candidato premio Campbell, 2007[5]

#### Serie Realtime/Bobble
- Quando scoppiò la pace (The Peace War, 1984), traduzione di Vittorio Curtoni, Urania 1012, Mondadori, 1985; come La guerra della pace, Classici Urania 291, Mondadori, 2001. Candidato premio Hugo, 1985[6]
- The Ungoverned, 1985
- I naufraghi del tempo (Marooned in Realtime, 1986), Urania 1075, Mondadori, 1986, Urania Collezione 164, Mondadori 2016. Vincitore Premio Prometheus, candidato premio Hugo, 1987[7]

#### Serie Zones of Thought
- Universo incostante (A Fire Upon the Deep, 1992), traduzione di Gianluigi Zuddas, Cosmo Serie Oro. Classici della Narrativa di Fantascienza 135, Editrice Nord, 1993. Candidato premio Nebula, 1992;[8] vincitore premio Hugo, 1993;[9] candidato premi Campbell e Locus SF, 1993[9]
- Quando la luce tornerà (A Deepness in the Sky, 1999), traduzione di Gianluigi Zuddas, Cosmo Serie Oro. Classici della Narrativa di Fantascienza 179, Editrice Nord, 1999. Candidato premio Nebula, 1999;[10] vincitore premi Hugo,[11] Campbell[11] e Prometheus, 2000; candidato premi Clarke e Locus SF, 2000[11]
- The Children of the Sky, 2011

### Antologie
- Across Realtime, 1986, ISBN 0-671-72098-8
  - The Peace War
  - Il prezzo della libertà (The Ungoverned, 1985, romanzo breve; presente nella sola edizione del 1991 di Baen)
  - Marooned in Realtime
- True Names ... and Other Dangers, 1987, ISBN 0-671-65363-6
  - Corri, Norman, corri! (Bookworm, Run!, 1966)
  - Il vero nome (True Names, 1981, romanzo breve), traduzione di Gianluigi Zuddas, Cosmo. Collana di Fantascienza 329, Editrice Nord, 2003. Vincitore 2007 Prometheus Hall of Fame Award.
  - Il mercante e l'apprendista (The Peddler's Apprentice, 1975, con Joan D. Vinge)
  - Il prezzo della libertà (The Ungoverned; ambientato nello stesso universo di The Peace War and Marooned in Realtime)
  - Campo lungo (Long Shot, 1972)
- Threats... and Other Promises, 1988, ISBN 0-671-69790-0 (raccolta in due volumi della narrativa breve di Vinge durante gli anni novanta)
  - Apartheid (Apartness, 1965)
  - Vittoria per abbandono (Conquest by Default, 1968) (ambientato nello stesso universo di Apartheid)
  - La giostra del tempo (The Whirligig of Time, 1974)
  - La gemma (Gemstone, 1983)
  - Pace a tutti i costi (Just Peace, 1971, romanzo breve, con William Rupp), traduzione di Elisabetta Vernier, in Tutti i racconti/2, Cosmo. Collana di Fantascienza 340, Editrice Nord, 2007
  - Peccato originale (Original Sin, 1971)
  - La Ciarlona (The Blabber, 1988, romanzo breve), traduzione di Enzo Verrengia, in Tutti i racconti/2, Cosmo. Collana di Fantascienza 340, Editrice Nord, 2007 (ambientato nello stesso universo di A Fire Upon the Deep)
- True Names and the Opening of the Cyberspace Frontier, 2001, ISBN 0-312-86207-5 (contiene Il vero nome più saggi di altri autori)
- Tutti i racconti (vol. I e II) (The Collected Stories of Vernor Vinge, 2001), Cosmo. Collana di Fantascienza 339-340, Editrice Nord, 2006-2007 (raccoglie la narrativa breve fino al 2001, tranne Il vero nome, compresi i commenti dell'autore dai due precedenti volumi).
  - Corri, Norman, corri! (Bookworm, Run!, 1966)
  - Il complice (The Accomplice, 1967)
  - Il mercante e l'apprendista (The Peddler's Apprentice, 1975, con Joan D. Vinge)
  - Il prezzo della libertà (The Ungoverned, 1985)
  - Campo lungo (Long Shot, 1972)
  - Apartheid (Apartness, 1965)
  - Vittoria per abbandono (Conquest by Default, 1968)
  - La giostra del tempo (The Whirligig of Time, 1974)
  - Paura della bomba (Bomb Scare, 1970)
  - La Fiera della Scienza (The Science Fair, 1971)
  - La gemma (Gemstone, 1983)
  - Pace a tutti i costi (Just Peace, 1971, con William Rupp)
  - Peccato originale (Original Sin, 1971)
  - La Ciarlona (The Blabber, 1988, romanzo breve)
  - Vinci il Premio Nobel! (Win A Nobel Prize!, 2000; originariamente pubblicato sulla rivista Nature, Vol 407 No 6805 Futures)[12]
  - La principessa barbara (The Barbarian Princess, 1986; anche prima sezione di Tatja Grimm's World)
  - Tempi veloci a Fairmont High (Fast Times at Fairmont High, 2001, romanzo breve), traduzione di Flora Staglianò, ne I premi Hugo 2002, Cosmo. Collana di Fantascienza 332, Editrice Nord, 2003 (ambientato nello stesso universo di Rainbows End). Vincitore 2002 premio Hugo per il miglior romanzo breve.

### Narrativa breve non raccolta
- A Dry Martini, in The 60th World Science Fiction Convention ConJosé Restaurant Guide, p. 60[13]
- I simulacri (The Cookie Monster, romanzo breve, Analog Science Fiction, ottobre 2003), traduzione di Gianluigi Zuddas, Odissea Fantascienza 1, Delos Books, 2005. Vincitore premio Hugo per il miglior racconto 2004
- Synthetic Serendipity, su spectrum.ieee.org, IEEE Spectrum, 20 giugno 2004.
- A Preliminary Assessment of the Drake Equation, Being an Excerpt from the Memoirs of Star Captain Y.-T. Lee, in Gateways: Original New Stories Inspired by Frederik Pohl, 2010
- BFF's first adventure (originariamente pubblicato sulla rivista Nature, Vol 518 No 7540 Futures)[14]

### Saggi
- The Coming Technological Singularity: How to Survive in the Post-Human Era, in Whole Earth Review, Winter 1993, 1993. (traduzione in italiano)
- 2020 Computing: The creativity machine, in Nature, vol. 440, n. 411, 23 marzo 2006, DOI:10.1038/440411a, ISSN 0028-0836 (WC · ACNP). URL consultato il August 2015.